# Nitchevo (roman)
Pour les articles homonymes, voir Nitchevo.
Nitchevo est un roman d'Isabelle Hausser publié le 1er septembre 1993 aux éditions de Fallois et ayant reçu le prix des Libraires l'année suivante.

## Éditions
- Nitchevo, éditions de Fallois, 1993  (ISBN 2877061744).